# Sakai, Ibaraki
Sakai (japanska: 境町?, Sakai-machi) är en landskommun i Ibaraki prefektur i Japan. 